# Rhinolophopsylla unipectinata
Rhinolophopsylla unipectinata är en loppart som först beskrevs av Taschenberg 1880.  Rhinolophopsylla unipectinata ingår i släktet Rhinolophopsylla och familjen fladdermusloppor.

## Underarter
Arten delas in i följande underarter:
- R. u. unipectinata
- R. u. arabs
- R. u. indica
- R. u. turkestanica